# Otto Baumgarten

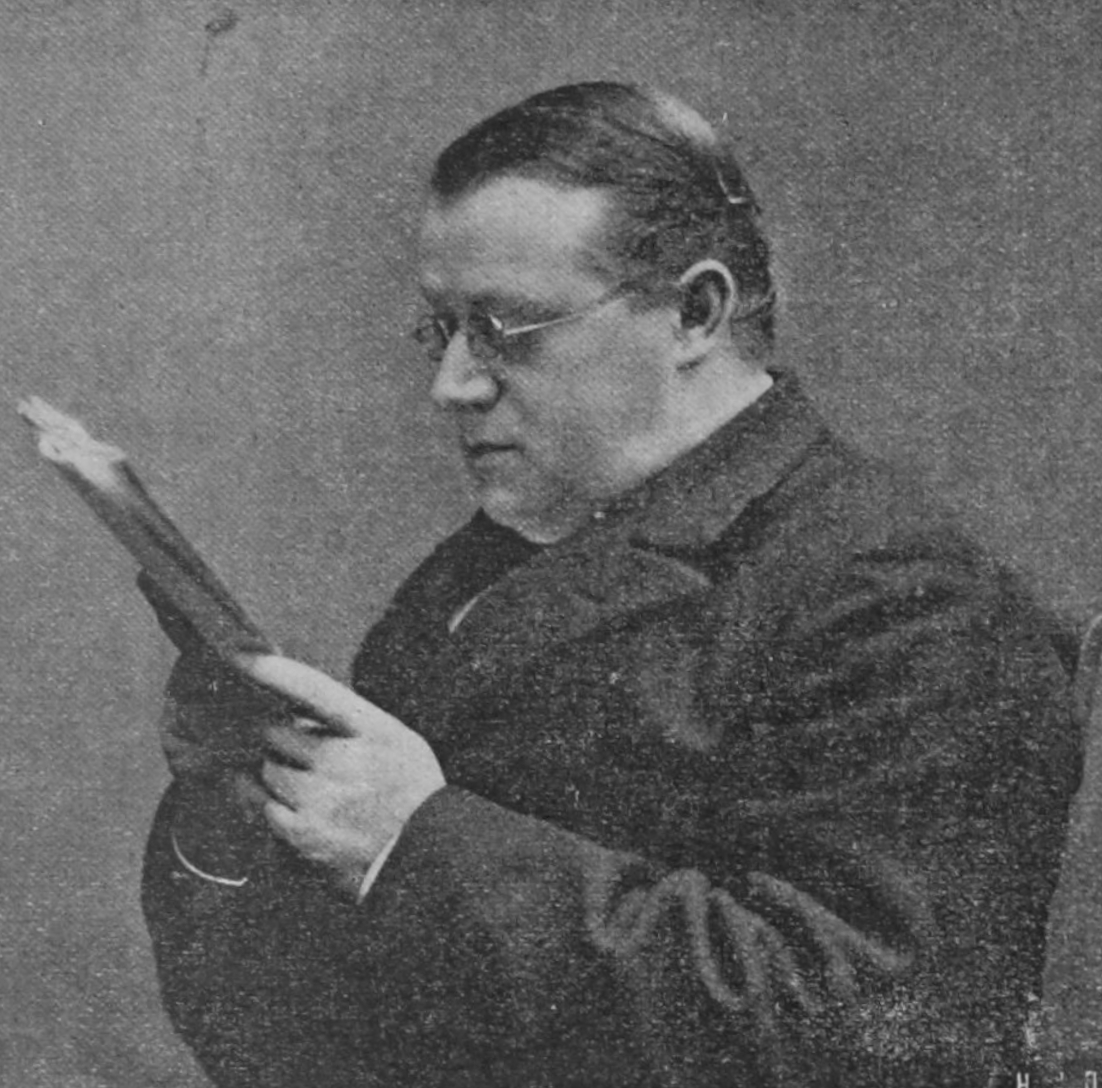
Otto Baumgarten in 1913

Otto Baumgarten (München, 29 januari 1858 – Kiel, 21 maart 1934) was een Duits luthers theoloog en hoogleraar in de theologie.

## Biografie
De zoon van de historicus Hermann Baumgarten (1825-1893) studeerde in Straatsburg, Göttingen en Zürich. Van 1882 tot 1887 was hij in dienst van de kerk in Baden. In Halle habiliteerde hij zich in het jaar 1888. In datzelfde jaar werd hij prediker voor een weeshuis in Rummelsburg in de buurt van Berlijn. In 1890 werd Baumgarten privaatdocent in Berlijn; in hetzelfde jaar kreeg hij de titel van professor in Jena. In de jaren 1894 tot 1926 werkte Baumgarten in Kiel als universiteitsprediker alsook hoogleraar praktische theologie. Hij behoort tot de vroegere theologisch linkse en tot de voorvechters van het cultuurprotestantisme. 
Hij was medeoprichter van het Evangelisch-Sozialer Kongress en van 1912 tot 1925 was hij hier ook voorzitter van. In 1919 was hij lid van de Duitse vredesdelegatie. Na 1918 was hij tevens actief als lid van de Deutsche Demokratische Partei.

## Publicaties (selectie)
- Christentum und Weltkrieg (1918)
- Predigten aus der Gegenwart (1903)
- Die Gefährdung der Wahrhaftigkeit durch die Kirche (1925)
- Kreuz und Hakenkreuz (1926)